# 1999 AO10
1999 AO10 är en jordnära dubbelasteroid som korsar Jordens omloppsbana. Den upptäcktes den 13 januari 1999 av LINEAR projektet.
Den tillhör asteroidgruppen Aten.